# Brambang (Gondang Wetan)
Brambang is een bestuurslaag in het regentschap Pasuruan van de provincie Oost-Java, Indonesië. Brambang telt 2164 inwoners (volkstelling 2010).